# Ilio Bocci
Ilio Bocci (Colle di Val d'Elsa, 14 settembre 1904 – Anagni, 1º luglio 1975) è stato un politico e partigiano italiano.

## Biografia
Nato a Colle di Val d'Elsa nel 1904, si trasferì a Siena nel 1935 per svolgere la professione di operaio disegnatore meccanico presso la Ditta Tortorelli. Si avvicinò agli ambienti comunisti, prendendo parte alla formazione della prima cellula clandestina senese e combattendo attivamente come partigiano nel periodo della Resistenza. Componente del Comitato di liberazione nazionale provinciale, ricoprì la carica di vicesindaco nella prima giunta comunale dopo la liberazione guidata da Carlo Ciampolini.
Il 5 aprile 1946 fu eletto sindaco di Siena in seguito alle prime elezioni democratiche repubblicane; questo primo mandato, caratterizzato da una giunta a coalizione PCI-PSI-DC, si interruppe nel settembre 1949 e venne nominato il commissario prefettizio Mario Vegni alla guida dell'amministrazione. Alle successive elezioni del 1951, Bocci fu riconfermato sindaco, rimanendo in carica fino alla fine della consiliatura il 23 giugno 1956.
Nel successivo mandato guidato dal socialista Ugo Bartalini, non gli venne affidata la carica di vicesindaco per opposizione proprio del PSI che temeva un'eccessiva ingerenza da parte di un ex sindaco comunista che in quegli anni riscontrava popolarità, anche per la sua associazione agli ambienti delle contrade. Non supportato dal suo stesso partito, Bocci si ritirò dalla vita pubblica e morì nel 1975.